# Ovodynerus tricoloratus
Ovodynerus tricoloratus är en stekelart som beskrevs av Gusenleitner 2003. Ovodynerus tricoloratus ingår i släktet Ovodynerus och familjen Eumenidae. Inga underarter finns listade i Catalogue of Life.